# Дом Горелика

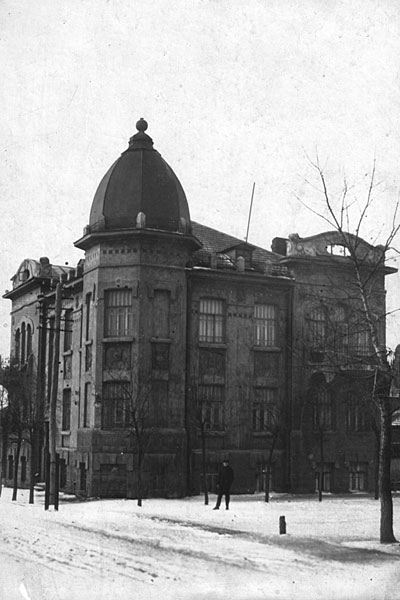
дом Горелика, фото до 1977 г. без пристройки к западному торцу

Дом Горелика (ул. Октябрьская, 82) — памятник архитектуры и градостроительства в Донецке. 

## Описание
Построен между 1901—1905 годами для купца Горелика. Решение фасадной части здания выполнено в стиле модерн. Угол здания подчеркнут гранёной башней с заостренным куполом. В башне раньше размещалась молельня. Здание выделяется среди других донецких построек причудливыми очертаниями балконов, динамичным обрамлением окон, сдержанным декором фасадов и вставками облицовки из керамической плитки.
В здании до октябрьской революции 1917 года находилась подпольная типография большевиков.
В первые годы советской власти в доме Горелика располагался клуб Тудоровских с большим танцевальным залом, популярный в то время. Затем в здании размещался радиоцентр. С 1946 года в здании располагается областное управление местной промышленности.
Есть версия, что с балкона дома Горелика для пятитысячной аудитории свои стихи читал Владимир Маяковский.
В 1977 году архитектором А. Мищенко из института «Донбассгражданпроект» был разработан проект пристройки к западному торцу особняка. Пристройка не нарушила общего стиля здания.
До 2014 года в доме Горелика располагались объединение «Спецшахтобурение» и региональное управление «ПриватБанка».